# Jannik Otto
Jannik Otto (* 1988) ist ein deutscher Handballschiedsrichter. Er lebt zurzeit in Nienburg (Weser). Er bildet gemeinsam mit Raphael Piper das Gespann Otto/Piper, welches dem Elitekader des deutschen Handballbundes angehört.
Jannik Otto hat bisher über 350 Spiele (Stand 12/2024) auf DHB-Ebene geleitet und gehört damit zu den erfahrenen Schiedsrichtern.
Jannik Otto engagiert sich im Handballverband Niedersachsen-Bremen. Hier kümmert er sich überwiegend um die Nachwuchsförderung von jungen Schiedsrichtern.